# 粒子物理學和天文學研究委員會
粒子物理學和天文學研究委員會（英文縮寫為PPARC）是在英國的一個研究委員會，它指導、協調和受理與資助英國公民在粒子物理和天文學上的研究。他的總辦事處設在威爾特斯文敦的北極星大樓內，但也設立了科學站：在愛丁堡的英國天文學科技中心（UK ATC）、在拉帕馬的以撒·牛頓群望遠鏡（ING）、還有夏威夷的喬恩天文中心（JAC）。
PPARC出版的Frontiers每年出刊三期，內容包括新聞，並特別強調支持的研究和外展計畫。
在2007年4月1日，PPARC和研究委員會的中央實驗委員會（CCLRC）合併組成科技設施委員會。

## 外部連結
- Archive of PPARC website[永久]
- Frontiers Magazine website
- Research Councils UK （页面存档备份，存于）